# Lista de herdeiros do trono italiano
Esta é uma lista de indivíduos que foram, em dado período de tempo, considerados os herdeiros do trono do Reino de Itália (1861–1946), em caso de abdicação ou morte do monarca incumbente. Os herdeiros (presuntivos ou aparentes) que, de fato, sucederam ao monarca italiano são representados em negrito.
A lista inclui nobres a partir de 17 de março de 1861, quando o então Rei de Sardenha e chefe da Casa de Saboia Vítor Emanuel II foi proclamado Rei da Itália após um longo e delicado processo de Unificação dos reinos da Península itálica. Humberto, Príncipe do Piemonte - primogênito de Vítor Emanuel II - foi o primeiro herdeiro ao trono italiano unificado, condição que manteve por apenas dois anos antes de sua ascensão ao trono. Os herdeiros ao trono italiano recebiam o título de Príncipe do Piemonte, reminiscente da aquisição do Reino da Sardenha pela Casa de Saboia em 1418. 
O período da Itália monárquica foi marcada pelo ingresso e derrota do país em ambas as Guerras Mundiais (em 1914 e 1945, respectivamente) e a ascensão do fascismo. O Reino de Itália perdurou até 1946, quando o desgaste da aprovação popular pelo regime monárquico culminou num referendo de nível nacional que iniciou a transição do país a sistema republicano que perdura até os dias atuais. O último herdeiro ao trono italiano foi Vítor Emanuel que, à época da deposição de sua família, mantinha o título de Príncipe de Nápoles.

## Herdeiros ao trono italiano
| Monarca           | Herdeiro                            | Condição            | Relação com o monarca | Período                | Período                |
| ----------------- | ----------------------------------- | ------------------- | --------------------- | ---------------------- | ---------------------- |
| Vítor Emanuel II  | Umberto, Príncipe de Piemonte       | Herdeiro aparente   | Filho                 | 17 de março de 1861    | 9 de janeiro de 1878   |
| Umberto I         | Vítor Emanuel, Príncipe de Piemonte | Herdeiro aparente   | Filho                 | 9 de janeiro de 1878   | 29 de julho de 1900    |
| Vítor Emanuel III | Emanuel Felisberto, Duque de Aosta  | Herdeiro presuntivo | Primo                 | 29 de julho de 1900    | 15 de setembro de 1904 |
| Vítor Emanuel III | Humberto, Príncipe de Piemonte      | Herdeiro aparente   | Filho                 | 15 de setembro de 1904 | 9 de maio de 1946      |
| Humberto II       | Vítor Emanuel, Príncipe de Piemonte | Herdeiro aparente   | Filho                 | 9 de maio de 1946      | 12 de junho de 1946    |